# Linea principale Chichibu
La  linea principale Chichibu (秩父本線?, Chichibu-honsen) gestita dalle Chichibu Railway è una ferrovia a scartamento ridotto che collega le stazioni di Hanyū, nella città omonima e Mitsumineguchi, a Chichibu, entrambe nella prefettura di Saitama, in Giappone. La linea non deve essere confusa con la linea Seibu Chichibu, gestita dalle Ferrovie Seibu.

## Caratteristiche
La linea è lunga 71,7 km e totalmente elettrificata a corrente continua con catenaria superiore a 1500 V. La ferrovia è interamente a binario singolo e, oltre ai servizi locali e rapidi, sono offerti anche treni turistici.

### Stazioni
| Stazione                    | Giapponese     | Distanza | Distanza | Servizio locale da/per l. Seibu Chichibu          | Servizio locale da/per l. Seibu Chichibu                  | Espresso Chichibuji | SL Paleo Express | collegamenti                                                                 | Posizione         |
| Stazione                    | Giapponese     | Interst. | Totale   | Servizio locale da/per l. Seibu Chichibu          | Servizio locale da/per l. Seibu Chichibu                  | Espresso Chichibuji | SL Paleo Express | collegamenti                                                                 | Posizione         |
| --------------------------- | -------------- | -------- | -------- | ------------------------------------------------- | --------------------------------------------------------- | ------------------- | ---------------- | ---------------------------------------------------------------------------- | ----------------- |
| Hanyū                       | 羽生           | -        | 0.0      |                                                   |                                                           | ○                   |                  | Linea Tōbu Isesaki                                                           | Hanyū             |
| Nishi-Hanyū                 | 西羽生         | 1.2      | 1.2      |                                                   |                                                           | ｜                  |                  |                                                                              | Hanyū             |
| Shingō                      | 新郷           | 1.4      | 2.6      |                                                   |                                                           | ｜                  |                  |                                                                              | Hanyū             |
| Bushū-Araki                 | 武州荒木       | 2.2      | 4.8      |                                                   |                                                           | ｜                  |                  |                                                                              | Gyōda             |
| Higashi-Gyōda               | 東行田         | 2.5      | 7.3      |                                                   |                                                           | ｜                  |                  |                                                                              | Gyōda             |
| Gyōdashi                    | 行田市         | 1.0      | 8.3      |                                                   |                                                           | ○                   |                  |                                                                              | Gyōda             |
| Mochida                     | 持田           | 1.8      | 10.1     |                                                   |                                                           | ｜                  |                  |                                                                              | Gyōda             |
| Kumagaya                    | 熊谷           | 4.8      | 14.9     |                                                   |                                                           | ●                   | ●                | Jōetsu Shinkansen Nagano Shinkansen ■ Linea Takasaki ■ Linea Shōnan-Shinjuku | Kumagaya          |
| Kami-Kumagaya               | 上熊谷         | 0.9      | 15.8     |                                                   |                                                           | ｜                  | ｜               |                                                                              | Kumagaya          |
| Ishiwara                    | 石原           | 1.2      | 17.0     |                                                   |                                                           | ｜                  | ｜               |                                                                              | Kumagaya          |
| Hirose-Yachō-no-Mori        | ひろせ野鳥の森 | 1.5      | 18.5     |                                                   |                                                           | ｜                  | ｜               |                                                                              | Kumagaya          |
| Ōasō                        | 大麻生         | 1.3      | 20.3     |                                                   |                                                           | ｜                  | ｜               |                                                                              | Kumagaya          |
| Aketo                       | 明戸           | 2.6      | 22.9     |                                                   |                                                           | ｜                  | ｜               |                                                                              | Fukaya            |
| Takekawa                    | 武川           | 1.9      | 24.8     |                                                   |                                                           | ●                   | ●                | Linea merci Chichibu Mikajiri                                                | Fukaya            |
| Nagata                      | 永田           | 2.3      | 27.1     |                                                   |                                                           | ｜                  | ｜               |                                                                              | Fukaya            |
| Omaeda                      | 小前田         | 3.4      | 30.5     |                                                   |                                                           | ｜                  | ｜               |                                                                              | Fukaya            |
| Sakurazawa                  | 桜沢           | 1.4      | 31.9     |                                                   |                                                           | ｜                  | ｜               |                                                                              | Yorii Ōsato       |
| Yorii                       | 寄居           | 1.9      | 33.8     |                                                   |                                                           | ●                   | ●                | Linea Hachikō Linea Tōbu Tōjō                                                | Yorii Ōsato       |
| Hagure                      | 波久礼         | 3.9      | 37.7     |                                                   |                                                           | ｜                  | ▼                |                                                                              | Yorii Ōsato       |
| Higuchi                     | 樋口           | 4.4      | 42.1     |                                                   |                                                           | ｜                  | ｜               |                                                                              | Nagatoro Chichibu |
| Nogami                      | 野上           | 2.6      | 44.7     |                                                   |                                                           | ●                   | ｜               |                                                                              | Nagatoro Chichibu |
| Nagatoro                    | 長瀞           | 1.8      | 46.5     | ●                                                 |                                                           | ●                   | ●                |                                                                              | Nagatoro Chichibu |
| Kami-Nagatoro               | 上長瀞         | 1.1      | 47.6     | ●                                                 | Servizi diretti per Seibu-Chichibu (Linea Seibu Chichibu) | ｜                  | ｜               |                                                                              | Nagatoro Chichibu |
| Oyahana                     | 親鼻           | 1.6      | 49.2     | ●                                                 | Servizi diretti per Seibu-Chichibu (Linea Seibu Chichibu) | ｜                  | ｜               |                                                                              | Minano Chichibu   |
| Minano                      | 皆野           | 1.6      | 50.8     | ●                                                 | Servizi diretti per Seibu-Chichibu (Linea Seibu Chichibu) | ●                   | ●                |                                                                              | Minano Chichibu   |
| Wadō-Kuroya                 | 和銅黒谷       | 2.6      | 53.4     | ●                                                 | Servizi diretti per Seibu-Chichibu (Linea Seibu Chichibu) | ｜                  | ｜               |                                                                              | Chichibu          |
| Scalo merci di Bushū-Haraya | 武州原谷       | 2.1      | 55.5     | ｜                                                | Servizi diretti per Seibu-Chichibu (Linea Seibu Chichibu) | ｜                  | ｜               |                                                                              | Chichibu          |
| Ōnohara                     | 大野原         | 1.1      | 56.6     | ●                                                 | Servizi diretti per Seibu-Chichibu (Linea Seibu Chichibu) | ｜                  | ｜               |                                                                              | Chichibu          |
| Chichibu                    | 秩父           | 2.4      | 59.0     | ●                                                 | Servizi diretti per Seibu-Chichibu (Linea Seibu Chichibu) | ●                   | ●                |                                                                              | Chichibu          |
| Ohanabatake                 | 御花畑         | 0.7      | 59.7     | ●                                                 | Servizi diretti per Seibu-Chichibu (Linea Seibu Chichibu) | ●                   | ●                | Linea Seibu Chichibu (Seibu-Chichibu)                                        | Chichibu          |
| Kagemori                    | 影森           | 2.7      | 62.4     | Servizi diretti per Yokoze (Linea Seibu Chichibu) | ●                                                         | ▲                   | ｜               |                                                                              | Chichibu          |
| Urayamaguchi                | 浦山口         | 1.4      | 63.8     | Servizi diretti per Yokoze (Linea Seibu Chichibu) | ●                                                         | ｜                  | ｜               |                                                                              | Chichibu          |
| Bushū-Nakagawa              | 武州中川       | 2.4      | 66.2     | Servizi diretti per Yokoze (Linea Seibu Chichibu) | ●                                                         | ｜                  | ｜               |                                                                              | Chichibu          |
| Bushū-Hino                  | 武州日野       | 1.5      | 67.7     | Servizi diretti per Yokoze (Linea Seibu Chichibu) | ●                                                         | ｜                  | ｜               |                                                                              | Chichibu          |
| Shiroku                     | 白久           | 2.7      | 70.4     | Servizi diretti per Yokoze (Linea Seibu Chichibu) | ●                                                         | ｜                  | ｜               |                                                                              | Chichibu          |
| Mitsumineguchi              | 三峰口         | 1.3      | 71.7     | Servizi diretti per Yokoze (Linea Seibu Chichibu) | ●                                                         | ●                   | ●                |                                                                              | Chichibu          |

Legenda
- ● - Tutti i treni fermano
- ○ - Alcuni treni fermano
- ▲ - Alcuni treni passano
- ▼ - Fermata stagionale
- | - Nessun treno ferma